# Bob Menendez
Robert Menendez, dit Bob Menendez, né le 1er janvier 1954 à New York, est un homme politique américain, membre du Parti démocrate et élu de la Chambre des représentants au Congrès des États-Unis de 1993 à 2006, puis au Sénat de 2006 à 2024.
En juillet 2024, Menendez est reconnu coupable de corruption et d'avoir agi comme agent de l'étranger, principalement au profit de l'Égypte et du Qatar. Il démissionne de son poste de sénateur le 20 août 2024. En janvier 2025, il est condamné à une peine de 11 ans de prison pour corruption.

## Biographie
Fils d'immigrés cubains, Menendez est né à New York et a grandi dans le New Jersey. Diplômé en droit, il devient avocat et une étoile montante du Parti démocrate pour cet État.
De 1986 à 1992, il est maire de Union City. De 1987 à 1993, il est également membre de la législature du New Jersey, d'abord à la Chambre des représentants jusqu'en 1993 puis au Sénat de l'État.
En novembre 1992, il succède à Frank Joseph Guarini (en) comme représentant du 13e district congressionnel du New Jersey à la Chambre des représentants des États-Unis. Il est réélu à six reprises.
À partir de 2003, il est la troisième personnalité du Parti démocrate à la Chambre des représentants, derrière la leader Nancy Pelosi et le vice-président de groupe Steny Hoyer.
En 2004, il est l'un des contributeurs à la convention nationale démocrate à Boston.
Menendez est choisi le 9 décembre 2005 par le gouverneur nouvellement élu du New Jersey, Jon Corzine, pour le remplacer comme sénateur fédéral de l'État et terminer son mandat. Il occupe ainsi le siège à partir du 18 janvier 2006.
Menendez devient ainsi le premier Hispanique à représenter l'État au Sénat et le sixième sénateur hispanique de l'histoire du Sénat américain. Il est élu lors de l'élection sénatoriale du 7 novembre 2006.
Il est durant l'année 2006 un des trois seuls Hispaniques du Sénat aux côtés de Mel Martínez et de Ken Salazar.
Accusé de corruption pour des affaires remontant à l'époque où il était à la Chambre des représentants, son siège apparaît comme l'un des plus menacés pour les démocrates durant la campagne électorale pour les élections de mi-mandat. Il est néanmoins élu avec 53 % des voix face au républicain Thomas Kean Jr. (45 %) en novembre 2006. En janvier 2013, il succède à John Kerry, nommé secrétaire d'État des États-Unis, à la tête du Comité des affaires étrangères du Sénat des États-Unis. Il figure à la liste des personnalités interdites de séjour en Russie dans le cadre de la crise ukrainienne, depuis le 20 mars 2014.
Il est d'abord un représentant de l'aile droite du parti démocrate avant de se rapprocher de Donald Trump à partir de 2017.
Menendez est réélu sénateur lors des l'élections de mi-mandat de 2018 avec 53,7 % face au républicain Bob Hugin qui obtient 43,1 %.
Malgré ces accusations de corruption et d'avoir agi comme agent de l'étranger, Menendez se déclare candidat pour l'élection sénatoriale de 2024. Il se présente en tant que candidat indépendant, face au démocrate Andy Kim et au républicain Curtis Brashaw.

### Affaires de corruption, condamnation et démission
Bob Menendez fait l'objet d'une première enquête pour corruption, étant soupçonné d'avoir reçu près d'un million de dollars de dollars de cadeaux, des vacances de luxe aux Caraïbes et des dons à sa campagne de réélection. Ayant plaidé non coupable de toutes les charges retenues contre lui, son procès se termine avec un jury suspendu et un procès en annulation le 16 novembre 2017, faute d'unanimité du jury. Le 31 janvier 2018, le ministère de la Justice annonce qu'il abandonne toutes les charges retenues contre Menendez.
Une perquisition conduite en juin 2022 permet de découvrir des lingots d'or, du mobilier de luxe, une Mercedes-Benz décapotable reçue en cadeau, et plus de 565 000 dollars en liquide. En septembre 2023, le sénateur, son épouse et trois hommes d'affaires sont inculpés pour corruption, extorsion, trafic d'influence et association de malfaiteurs. Il démissionne alors de la présidence de la commission des affaires étrangères du Sénat mais conteste les accusations.
Bob Menendez aurait été soudoyé principalement au bénéfice du régime égyptien d'Abdel Fattah al-Sissi, usant de sa considérable influence en qualité de président de la Commission des affaires étrangères du Sénat pour faciliter l'appui militaire et les ventes d'armements prodigués par les États-Unis à l’Égypte. Il serait également intervenu pour favoriser les affaires plusieurs hommes d'affaires américains.
Le 16 juillet 2024, Robert Menendez est reconnu coupable de corruption, d'avoir agi comme agent de l'étranger et d'obstruction à la justice par un jury de l'État de New York. Chuck Schumer, le chef de la majorité démocrate au Sénat et Phil Murphy, le gouverneur du New Jersey, lui demandent de démissionner.
Fin juillet, il annonce sa démission de son poste de sénateur qui sera effective au 20 août 2024 et le 16 août, il annonce renoncer à se présenter comme indépendant à l'élection de novembre. Le gouverneur du New Jersey annonce qu'il nomme George Helmy pour le remplacer au Sénat.
Le 10 janvier 2025, les procureurs fédéraux requièrent une peine d'emprisonnement de 15 ans. Le 29 janvier, il écope finalement d'une peine de 11 ans d'emprisonnement, et annonce faire appel de sa condamnation. Il n'est pas immédiatement emprisonné et s'en réfère à Donald Trump : « Le président Trump a raison. La procédure judiciaire est politique et corrompue jusqu’à la moelle. J’espère que le président Trump va nettoyer le cloaque et rétablir l’intégrité du système ».

## Positions sur les affaires étrangères
En matière de politique étrangère, il s'oppose à une normalisation des relations avec Cuba. Il appelle par ailleurs à intensifier les sanctions contre le Nicaragua.
En janvier 2019, Menendez s'oppose au retrait prévu par Trump des troupes américaines de la Syrie et de l'Afghanistan comme une menace pour la sécurité nationale des États-Unis.
En octobre 2019, il s'oppose à l'invasion turque des zones kurdes en Syrie.
En octobre 2022, Menendez demande l'interdiction des ventes d'armes à l'Arabie saoudite, qu'il accuse de soutenir la Russie en réduisant sa production de pétrole.